# Glenea quadrialbovittata
Glenea quadrialbovittata là một loài bọ cánh cứng trong họ Cerambycidae.